# Titus Furius Victorinus
Titus Furius Victorinus (mort en 168) était un eques romain qui a occupé un certain nombre de postes pendant les règnes des empereurs Antonin le Pieux et Marc Aurèle. Les plus importants de ces postes étaient le praefectus vigilum, le praefectus ou gouverneur de l'Égypte romaine et le préfet prétorien. 

## Début de carrière
La carrière de Furius Victorinus est connue à partir d'une inscription trouvée à Rome, qui nous informe également que le praenomen de son père était Lucius et qu'il était membre de la tribu Platina. Ses premières nominations furent une commission en tant que tribun militaire ou commandant de la cohorte I Augusta Bracarum qui était en poste à l'époque en Grande-Bretagne romaine. Cela a été suivi par une autre commission en tant que tribun militaire, cette fois avec Legio II Adiutrix, à l'époque stationné à Aquincum (Budapest moderne). Une troisième commission, cette fois en tant que praefectus ou commandant de troupes auxiliaires à Frontoniana qui était en poste en Dacie. Ce sont les commissions habituelles qui composent les milices équestres. 
À partir de là, Victorinus a tenu une série de nominations civiles. Le premier était procureur de la XL Gallica, ensuite procureur ou surveillant des propriétés impériales dans les provinces hispaniques et gaulliques puis il fut nommé procurator Ludimagni ou surveillant de l'école impériale des gladiateurs. Victorinus retourna ensuite aux fonctions militaires, d'abord commandé comme praefectus Classis praefecti Ravennas, ou commandant des Classis Ravennas, la flotte romaine basée à Ravenne, puis promu praefectus Classis praefecti Misenensis, ou commandant du Classis Misenensis, la flotte romaine basée à Misenum. Ce sont les deux principales marines romaines. 

## Carrière ultérieure
Victorin est ensuite retourné à Rome, où il a été nommé procureur a rationibus, ou chef du secrétariat impérial. Il peut être surprenant qu'un homme qui avait occupé tant de postes militaires accède à la tête de ce département; cependant, Fergus Millar note que généralement « des hommes ayant une carrière équestre militaire et civile complète » ont été nommés à ce poste. Cela a été suivi par sa nomination au praefectus vigilum, ou surveillant de la veillée nocturne de Rome. Victorinus a alors accédé au poste de préfet d'Egypte, qui était une position sensible pour l'Egypte, qui a contribué à une grande part des besoins de grain de Rome ; il a occupé ce poste de 159 à 160. 
À la mort du préfet prétorien Gaius Tattius Maximus, Victorinus fut convoqué à Rome pour remplacer Maximus, avec Sextus Cornelius Repentinus. Tous deux étaient présents sur le lit de mort de l'empereur Antonin le Pieux (7 mars 161). Marc Aurèle, qui avait tenu l'imperium avec Antonin, a promu son frère Lucius Verus à la pourpre ; il a choisi Furius Victorinus pour être le préfet pretorian de Verus et l'homme a accompagné Verus aux provinces orientales en 162. Victorinus s'est distingué dans la guerre parthe, recevant dona militaria sous la forme de « trois couronnes, quatre lances sans tête et quatre étendards de siège ». Au printemps 168, Victorinus était l'un des généraux menant les forces romaines au nord contre les Marcomans, qui tentaient de traverser le Danube et d'envahir le territoire romain. C'est à ce moment que l'Histoire Auguste rapporte de manière cryptique : « Le préfet Furius Victorinus était perdu et l'armée avait péri ». Anthony Birley note que si « on a souvent supposé que le préfet et les troupes avaient été tués au combat », il souligne qu'il n'y a aucune autre indication que la garde sous Victorinus se soit engagée dans des combats. « D'un autre côté », poursuit Birley, « les autres sources brossent un tableau cohérent des énormes pertes causées par la peste parmi les armées de Rome ». Il est donc possible que la maladie ait emporté la vie de Victorinus, en plus de détruire l'armée. 
La guerre contre les Marcomans continue néanmoins. Marcus Bassaeus Rufus, qui avait été récemment promu préfet d'Égypte, a été rappelé à Rome et mis à la place du défunt Furius Victorinus, où il a prouvé qu'il était à la hauteur du défi. 